# قنطريون منخفض
القنطريون المنخفض واسمه العلمي (باللاتينية: Centaurea depressa) نوع نباتي ينتمي إلى جنس القنطريون من الفصيلة النجمية.
موطنه المشرق العربي ووسط أسيا.